# Donazione del sangue
La donazione del sangue è l'azione di un singolo individuo, che agisce volontariamente e spontaneamente, senza obbligo. La donazione consiste nel privarsi di una determinata quantità del proprio sangue o di suoi componenti, affinché venga utilizzata per scopi medici. La maggior parte degli emocomponenti a scopo trasfusionale hanno una vita breve, e il mantenimento di una fornitura costante è un problema persistente.
La quantità di sangue prelevato e le modalità possono variare. La raccolta può essere fatta per semplice deflusso dopo puntura venosa, o grazie ad attrezzature automatizzate che prelevano solo specifiche porzioni del sangue in aferesi (plasmaferesi, plasmapiastrinoaferesi, eritropiastrinoaferesi, ecc.).

## Tipologie di donazione
Le donazioni possono essere di tipologie diverse:
- sangue intero;
- plasma in aferesi (plasmaferesi);
- eritrociti in aferesi (eritroaferesi);
- piastrine in aferesi (piastrinoaferesi);
- donazione in aferesi di varie componenti combinate tra loro:
  - plasmapiastrinoaferesi;
  - eritropiastrinoaferesi;
  - eritroplasmaferesi.

## Donazione saltuaria e donazione abituale

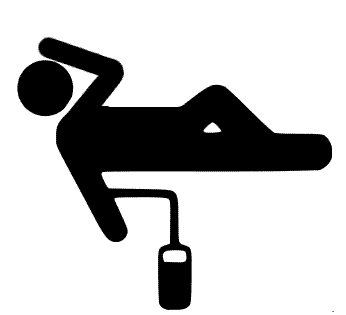
Pittogramma della donazione di sangue

Molte persone donano il proprio sangue in seguito a malattie di familiari o ad appelli sporadici.
La donazione può essere dettata da puro spirito di solidarietà, totalmente gratuita, oppure (in alcuni Paesi) può avere una controparte economica: su 180 Stati osservati dall'Organizzazione mondiale della sanità nel 2013 in 57 Stati il 100% delle donazioni di sangue risultavano non retribuite e in 74 Stati più del 90% del sangue raccolto proveniva da donatori volontari non retribuiti.
I donatori abituali possono effettuare un maggior numero di donazioni nel tempo, sono sottoposti a controlli sistematici a ogni donazione, hanno una maggiore responsabilizzazione nei riguardi delle patologie trasmissibili per via ematica non immediatamente rilevabili con gli screening di routine.
In varie nazioni, per incentivare maggiormente i potenziali donatori, si prevede una giornata di riposo retribuita per chi ha effettuato una donazione. Tale norma è di carattere precauzionale; risulta importante per chi svolge lavori pesanti, pericolosi o che richiedano particolare attenzione: conducenti di camion, aerei, treni, pompieri, quanti lavorano su impalcature, eccetera.
La frequenza di donazione annuale va dalle 6 donazioni di sangue intero per gli uomini (intervallo di 2 mesi) in Francia, Stati Uniti (negli USA per la prima donazione bastano 17 anni), a 4 in Italia; da 4 donazioni per le donne (intervallo di 3 mesi) in Francia e negli Stati Uniti, a 3 in Spagna, Portogallo e Brasile, a 2 in Italia.
Negli USA è possibile la prima donazione già a 17 anni; in Brasile anche a 16, con il consenso di chi esercita la responsabilità genitoriale.

## Trattamento del sangue
Prima di qualsiasi utilizzo, i campioni di sangue prelevati in occasione della donazione vengono analizzati in laboratorio per verificare il gruppo sanguigno ed escludere la trasmissione di malattie infettive, tramite opportuni esami di laboratorio.
Generalmente le unità di sangue intero vengono sottoposte a una lavorazione fisico-meccanica per separarle negli emocomponenti: globuli rossi, plasma e buffy-coat (composto prevalentemente da leucociti e piastrine, che può essere sottoposto a ulteriore lavorazione per la preparazione di concentrati piastrinici).

## Utilizzi degli emocomponenti
Ciascuno degli emocomponenti ottenuti ha precise indicazioni terapeutiche e può essere utilizzato in svariati campi medici e chirurgici, tra i quali la cura di leucemie, tumori, intossicazioni da farmaci, anemie, emorragie, malattie emorragiche, ustioni, tumori del fegato, anemia mediterranea, emofilia A e B, procedure di primo soccorso, trapianti di organi e altro ancora.
Il sangue, con i suoi componenti, costituisce per molti ammalati un fattore unico e insostituibile di sopravvivenza:
- globuli bianchi: per la cura di leucemie, tumori, intossicazioni da farmaci;
- globuli rossi: per la cura di diversi tipi di anemia, emorragie;
- piastrine: per diverse malattie emorragiche;
- plasma: ustioni, tumori del fegato, carenza dei fattori della coagulazione;
- plasmaderivati: Fattore VIII e IX per l'emofilia, immunoglobuline aspecifiche per alcune malattie immunologiche, albumina su alcune patologie del fegato e dell'intestino.

Per effettuare un trapianto servono delle notevoli quantità di sangue: per un trapianto di rene in media 4 unità di globuli rossi; per un trapianto di cuore 10 unità di globuli rossi, piastrine e plasma con punte di 30-40 unità. Per un trapianto di fegato nelle prime 24 ore sono necessarie 12 unità di globuli rossi (16 nei primi 10 giorni), 27 unità di plasma fresco (35 nei primi 10 giorni), 2 unità di piastrine (5 nei primi 10 giorni). Si possono raggiungere punte di 160-170 unità di globuli rossi, 290-300 unità di plasma e 140 unità di piastrine per interventi particolarmente impegnativi; per un trapianto di midollo osseo da 50 a 80 unità di globuli rossi, plasma e immunoglobuline, con picchi di 300-400 unità per ogni terapia (durata 4-5 mesi) prima del trapianto.